# محمد ابوزریق
محمد ابوزریق (انگلیسی: Mohammad Abu Zrayq؛ زادهٔ ۳۰ دسامبر ۱۹۹۷) بازیکن فوتبال اهل اردن است.
از باشگاه‌هایی که در آن بازی کرده‌است می‌توان به باشگاه ورزشی الرمثا اشاره کرد.
وی همچنین در تیم ملی فوتبال اردن بازی کرده‌است.